# Demonax jezoensis
Demonax jezoensis là một loài bọ cánh cứng trong họ Cerambycidae.